# Sainte-Sabine (Québec)
Sainte-Sabine è un comune del Canada, situato nella provincia del Québec, nella regione di Montérégie.